# Eumenophorus clementsi
Eumenophorus clementsi är en spindelart som beskrevs av Pocock 1897. Eumenophorus clementsi ingår i släktet Eumenophorus och familjen fågelspindlar.
Artens utbredningsområde är Sierra Leone. Inga underarter finns listade i Catalogue of Life.